# Bella (Jovanotti)
Bella è un singolo del cantautore italiano Jovanotti, pubblicato il 16 giugno 1997 come primo estratto dal settimo album in studio Lorenzo 1997 - L'albero.

## Descrizione
Il testo è stato scritto da Jovanotti, la musica è stata composta da Jovanotti e Michele Centonze. Il video della canzone è stato girato a Buenos Aires, Argentina.
È presente nel film Fuochi d'artificio di Leonardo Pieraccioni del 1997. Il pezzo è stato poi inserito nel 2000 all'interno della raccolta Lorenzo live - Autobiografia di una festa, nel disco 2.